# Premistoppa

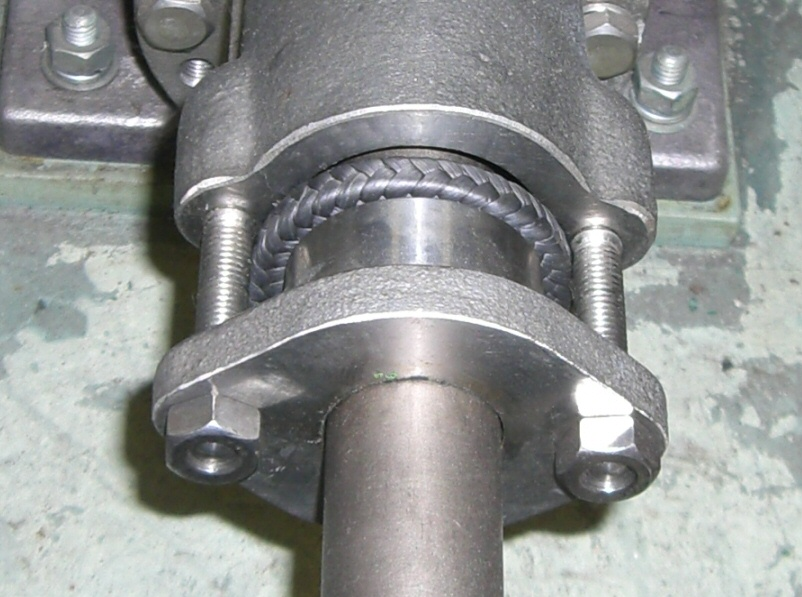
Esempio di premistoppa in una pompa idraulica a superficie

Il vocabolo premistoppa nasce dal gergo marinaresco e indica una speciale tenuta meccanica tra due ambienti diversi. Si usa anche per un tipo di tenuta impiegato ad esempio nelle valvole a globo (corrispondente al vocabolo inglese bonnet), in passato usata anche nei motori.

## Storia
I marinai chiamavano premistoppa la camera che divideva l'acqua del mare, in cui ruotava l'elica, e il motore che la movimentava. Era chiamata così perché per realizzare la tenuta si usava la stoppa, che generalmente era una poltiglia di grassi animali mischiati con altri materiali che veniva premuta sulle pareti che si volevano isolare tramite due rondelle di rasamento (rosette).
In generale il premistoppa è un sistema che tiene serrato un materiale, quali stoppa, baderna di canapa o altro materiale o feltro per garantire la tenuta stagna di una camera, in alcuni ambiti tale sistema è stato soppiantato dal paraolio o dalla tenuta meccanica.
Tutt'oggi questo sistema d'isolamento viene chiamato premistoppa, anche se la stoppa non è più utilizzata ma vengono impiegati altri materiali o dispositivi tecnologicamente più avanzati (es. baderna che originariamente era in canapa o feltro).
La moderna guarnizione premistoppa è, di regola, un cavo o anelli di amianto impregnati di grafite. Vengono utilizzati anche materiali di tenuta non amianto in fluoroplastico o a base di grafite.